# Архиепархия Тегерана-Исфахана
Архиепархия Тегерана-Исфахана (лат. Archidioecesis Teheranensis-Hispahanensis Latinorum) — архиепархия Римско-католической Церкви с центром в городе Тегеран, Иран. Подчиняется непосредственно Святому Престолу и распространяет свою юрисдикцию на всю территорию Ирана. Кафедральным собором архиепархии Тегерана-Исфахана является церковь Пресвятой Девы Марии Царицы Мира. Собор находится на территории итальянского посольства в Тегеране.

## История
В 1318 году после активной миссионерской деятельности доминиканцев среди местных христиан была основана первая латинская архиепархия Солтанийи с шестью суффраганными епархиями. Вторжение войск Тамерлана привело к уничтожению первых католических общин в Персии. В 1602 году в Исфахан прибыли новые миссионеры в составе посольства испанского короля Филиппа III. В результате их деятельности 16 октября 1629 года Святой Престол учредил епархию Исфахана для католиков латинского обряда. Конец династии Сефевидов привёл к постепенному запрещению деятельности Католической церкви в Персии и к гонениям на западных христиан. Последний апостольский администратор Исфахана Иоанн Арутюн бежал в 1789 году с оставшимися миссионерами в Багдад. В начале XIX века в Исфахане проживало только около 200 латинских католиков с одним священником. В начале XIX века епархия Исфахана подчинялась архиепархии Багдада. После того как в Персии была основана апостольская нунциатура в 1874 году епархия Исфахана вышла из состава багдадской архиепархии.
1 июля 1910 года епархия Исфахана была возведена в ранг архиепархии. В 1918 году до вторжения турок архиепархия насчитывала 62 церквей, 2 семинарии и в ней служили 74 священника.
После исламской революции в 1979 году архиепархия была вакантной до 1989 года, когда был назначен новый архиепископ.

## Ординарии архиепархии
- епископ Juan Roldán Martes O.C.D.[2] (6.09.1632 — 5.09.1633);
  - Объединение с Багдадской архиепархией (1639—1693);
- епископ Elias Mutton O.C.D. (26.10.1693 — 3.11.1708);
- епископ Giovanni Battista Fedele O.P. (8.06.1716 — 8.01.1731);
- епископ Camillo Apollonio Malachisi O.C.D. (11.08.1732 — 13.08.1749);
- епископ Marco Antonio Piacentini O.C.D. (15.03.1751 — 22.06.1755);
- епископ Giuseppe Reina O.C.D. (2.10.1758 — май 1797);
  - Объединение с Багдадской архиепархией (1789—1874);
  - вакансия;
- архиепископ Jacques-Emile Sontag C.M. (13.07.1910 — 27.07.1918);
  - вакансия;
- архиепископ Kevin William Barden O.P. (30.05.1974 — 12.08.1982);
  - Sede vacante
- архиепископ Иньяцио Бедини S.D.B., (2.12.1989 — 20.01.2015);
  - архиепископ Jack Youssef C.M., (20.01.2015 — 2021, апостольский администратор).
  - Sede vacante (2015-2021)
- кардинал Доминик Жозеф Матьё, O.F.M.Conv., (8.01.2021 — по настоящее время).

## Источник
- Annuario Pontificio, Libreria Editrice Vaticana, Città del Vaticano, 2003, ISBN 88-209-7422-3
- Католическая энциклопедия Архивная копия от 4 августа 2014 на Wayback Machine
- Konrad Eubel, Hierarchia Catholica Medii Aevi, vol. 1 Архивная копия от 9 июля 2019 на Wayback Machine, p. 457; vol. 4, p. 97; vol. 5, p. 101; vol. 6, p. 102; vol. 7, p. 91; vol. 8, p. 126
- Leonardus Lemmens, Hierarchia latina Orientis, mediante S. Congregatione de propaganda fide instituita (1622—1922), in Orientalia Christiana, vol. IV, n° 10 (1924), pp. 265—274
- Rika Giselen, Chrétiens en terre d’Iran: implantation et acculturation Архивная копия от 9 ноября 2014 на Wayback Machine, Parigi 2006